# Yuri Antônio Costa da Silva
Yuri Antônio Costa da Silva, mais conhecido como Yuri (Rio de Janeiro, 8 de janeiro de 1996) é um futebolista brasileiro, que atua como lateral-esquerdo. Atualmente joga pelo Athletic.

## Carreira

### Antecedentes
Nascido em Rio de Janeiro, Yuri chegou às bases do Botafogo em 2013, aonde iniciou sua carreira. Inicialmente, chegou a ser centroavante e meio-campista, antes de assumir a posição de lateral-esquerdo em definitivo. E pelo Botafogo, foi destaque no Campeonato Carioca Sub-20 de 2016.

### Gonçalense
Yuri foi emprestado ao Gonçalense em 2016, com a ideia de formar uma espécie de equipe B do Botafogo, com seis jogadores e o técnico Felipe Conceição, mas a sociedade entre os clubes não durou muito. No tempo em que vingou, Yuri foi quem mais se destacou pela equipe de São Gonçalo. Sua estreia aconteceu em 27 de março, onde sua equipe venceu o Queimados por 4 a 1, aonde chegou a marcar dois gols, pelo Campeonato Carioca de 2016 - Série B. No total, participou de 4 partidas e marcou apenas 2 gols.

### Botafogo
Após uma pequena experiência no Gonçalense, retornou ao Botafogo em 2016. Mesmo pelo time sub-20, Yuri foi decisivo no Campeonato Brasileiro Sub-20 de 2016, fez o gol do empate por 1 a 1 no primeiro jogo da final contra o Corinthians na Arena Botafogo e também anotou o primeiro gol que abriu o caminho para a vitória por 2 a 0 na Arena Corinthians, aonde foi campeão pela mesma competição. Em 1 de novembro, Yuri renovou seu contrato com o Botafogo até 2019, sendo promovido aos profissionais em seguida.
Sua estreia no profissionais do Botafogo aconteceu em 19 de fevereiro, em uma vitória fora de casa por 3 a 2 contra o Boavista entrando como substituto de Leandrinho, pela Taça Guanabara de 2017. Sendo assim, a sua única partida do ano pelo Botafogo.

### Criciúma
Em 23 de maio de 2017, foi anunciado o empréstimo de Yuri para o Criciúma, por um contrato até o fim do ano. Mas nunca chegou a nem estrear pelo clube catarinense ou participar de uma partida, sendo devolvido ao Botafogo no dia 21 de junho.

### Santa Cruz
Em 26 de julho de 2017, foi anunciado o empréstimo de Yuri ao Santa Cruz, por um contrato até o final do ano. Sua estreia pelo clube aconteceu em 8 de agosto, em uma derrota em casa por 2 a 1 para o seu ex-clube Criciúma, pela Série B de 2017. Foi muitas vezes aproveitado pela equipe pernambucana, revezando com Tiago Costa. No total, fez 13 partidas e marcou nenhum gol.

### Retorno ao Botafogo
Após um 2017 razoável, Yuri retornou ao Botafogo no ano seguinte. Sua reestreia aconteceu em 4 de agosto, durante um empate em casa por 0 a 0 contra o Santos, pela Série A de 2018. Não foi muito bem aproveitado pela equipe no mesmo ano, sendo que jogou apenas 2 partidas e marcou nenhum gol.

### Figueirense
Em 8 de janeiro de 2019, foi anunciado o empréstimo de Yuri ao Figueirense, com um contrato até o fim do Campeonato Catarinense de 2019. Sua primeira partida e seu primeiro gol marcado pelo clube aconteceram em 17 de janeiro, quando o seu time venceu fora de casa o Criciúma por 1 a 0. No total, participou de oito partidas e marcou apenas um gol. Em 19 de abril, sem oportunidades no Figueirense, voltou ao Botafogo.

### Segundo retorno ao Botafogo
Após uma curta passagem pelo Figueirense, em 19 de abril de 2019, foi anunciado o retorno de Yuri ao Botafogo. Participando da campanha ao lado de Eduardo Barroca, técnico na época em que foi campeão do Campeonato Brasileiro Sub-20 de 2016. Sua reestreia pelo Botafogo aconteceu em 5 de maio, entrando no lugar de Erik em uma vitória em casa contra o Fortaleza por 1 a 0, pela Série A de 2019. Com a lesão de Gilson, Yuri assumiu a vaga de titular na lateral-esquerda e ganhou sequência no onze inicial com Alberto Valentim, ao mesmo tempo que 2019 foi um ano de superação pro Botafogo ter escapado da zona do rebaixamento e que soube aproveitar a oportunidade.
Na sua terceira passagem, foi mais aproveitado, jogando 17 partidas e marcando nenhum gol pelo Botafogo. No mesmo ano, o jogador recebeu sondagens de equipes da segunda divisão da China e Japão, mas as negociações não foram adiante. Em 21 de dezembro de 2019, fora dos planos de Alberto Valentim, Yuri foi comunicado de que não teve seu vínculo renovado.

### Ponte Preta
Em 30 de dezembro de 2019, a Ponte Preta anunciou a contratação de Yuri, por um contrato até o final de 2020. Sua primeira partida aconteceu em 26 de janeiro, entrando como substituto em uma vitória por 1 a 0 sobre o Botafogo-SP, pelo Paulistão de 2020. Em 21 de outubro, Yuri renovou seu contrato com a Ponte Preta até o fim da Série B de 2020.

## Estilo de jogo
Yuri é lateral-esquerdo de origem, mas também pode jogar mais avançado, as vezes como ala, meia-esquerda ou meia-atacante. Mas afirmou que pode jogar também de ponta, devido as suas finalizações fora da área.

## Títulos
Botafogo
- Campeonato Carioca: 2018

FC Lugano
- Copa da Suíça: 2021–22[30]

Athletic-MG
- Taça Inconfidência: 2024, 2025